# Kono Light Novel ga Sugoi!
Kono Light Novel ga Sugoi! (このライトノベルがすごい! Kono Raito Noberu ga Sugoi!?) es una guía turística anual de novelas ligeras publicada por Takarajimasha. La publicación elabora  una lista de las novelas ligeras más populares y sus personajes según los resultados que arrojan las encuestas realizadas a los lectores en Internet. Una introducción a cada una de las obras viene con cada listado, junto con una entrevista del autor o autores de la novela ligera ubicada en el primer lugar. Muchas de las novelas ligeras que han sido mencionadas en esta guía turística, más tarde fueron adaptadas en series de anime. La mayor parte de las novelas ligeras que figuran en la lista, contienen una serie de volúmenes, pero algunas novelas ligeras de un solo volumen también pueden apreciarse en la lista. La primera versión de la guía turística fue el 26 de noviembre de 2004 con el listado del año 2005. La última versión es el undécimo volumen, publicado el 21 de noviembre de 2014 con el listado del año 2015. To Aru Majutsu no Index ha aparecido en el top diez en siete de las once ediciones de Kono Light Novel ga Sugoi!, mientras que Baka to Test to Shōkanjū ha aparecido en seis ocasiones; Suzumiya Haruhi no Yūutsu, Bungaku Shōjo y Sword Art Online, han hecho su aparición cinco veces.

## Top 10 de la lista de novelas ligeras

### 2005-2009
| Posición | Título                                | Autor                | Artista           | Imprenta               |
| 2005     | 2005                                  | 2005                 | 2005              | 2005                   |
| -------- | ------------------------------------- | -------------------- | ----------------- | ---------------------- |
| 01       | Haruhi Suzumiya                       | Nagaru Tanigawa      | Noizi Ito         | Kadokawa Sneaker Bunko |
| 02       | Zaregoto                              | Nisio Isin           | Take              | Kodansha Novels        |
| 03       | Akuma no Mikata                       | Hisamitsu Ueo        | Kaori Fujita      | Dengeki Bunko          |
| 04       | Ryūketsu Megamiden                    | Shinobu Suga         | Akari Funato      | Cobalt Bunko           |
| 05       | Baccano!                              | Ryohgo Narita        | Katsumi Enami     | Dengeki Bunko          |
| 06       | Nana Hime Monogatari                  | Wataru Takano        | Osamu Otani       | Dengeki Bunko          |
| 07       | Sora no Kane no Hibiku Hoshi de       | Soichiro Watase      | Minako Iwasaki    | Dengeki Bunko          |
| 08       | Allison                               | Keiichi Sigsawa      | Kouhaku Kuroboshi | Dengeki Bunko          |
| 09       | Bokusatsu Tenshi Dokuro-chan          | Masaki Okayu         | Torishimo         | Dengeki Bunko          |
| 10       | Chaos Legion                          | Tow Ubukata          | Satoru Yuiga      | Fujimi Fantasia Bunko  |
| 2006     |                                       |                      |                   |                        |
| 01       | Zaregoto series                       | Nisio Isin           | Take              | Kodansha Novels        |
| 02       | Kino's Journey                        | Keiichi Sigsawa      | Kouhaku Kuroboshi | Dengeki Bunko          |
| 03       | Satōgashi no Dangan wa Uchinukenai    | Kazuki Sakuraba      | Mū                | Fujimi Mystery Bunko   |
| 04       | Sora no Kane no Hibiku Hoshi de       | Soichiro Watase      | Minako Iwasaki    | Dengeki Bunko          |
| 05       | Owari no Chronicle (Ahead series)     | Minoru Kawakami      | Satoyasu          | Dengeki Bunko          |
| 06       | Haruhi Suzumiya series                | Nagaru Tanigawa      | Noizi Ito         | Kadokawa Sneaker Bunko |
| 07       | Watashitachi no Tamura-kun            | Yuyuko Takemiya      | Yasu              | Dengeki Bunko          |
| 08       | Saredo Sainin wa Ryū to Odoru         | Rabo Asai            | Kyūjyō            | Kadokawa Sneaker Bunko |
| 08       | All You Need Is Kill                  | Hiroshi Sakurazaka   | Yoshitoshi ABe    | Super Dash Bunko       |
| 10       | Hanbun no Tsuki ga Noboru Sora        | Tsumugu Hashimoto    | Keiji Yamamoto    | Dengeki Bunko          |
| 2007     |                                       |                      |                   |                        |
| 01       | Spice and Wolf                        | Isuna Hasekura       | Jū Ayakura        | Dengeki Bunko          |
| 02       | Haruhi Suzumiya series                | Nagaru Tanigawa      | Noizi Ito         | Kadokawa Sneaker Bunko |
| 03       | Zaregoto series                       | Nisio Isin           | Take              | Kodansha Novels        |
| 04       | Hanbun no Tsuki ga Noboru Sora        | Tsumugu Hashimoto    | Keiji Yamamoto    | Dengeki Bunko          |
| 05       | Kino's Journey                        | Keiichi Sigsawa      | Kouhaku Kuroboshi | Dengeki Bunko          |
| 06       | Toradora!                             | Yuyuko Takemiya      | Yasu              | Dengeki Bunko          |
| 07       | Owari no Chronicle (Ahead series)     | Minoru Kawakami      | Satoyasu          | Dengeki Bunko          |
| 08       | Book Girl series                      | Mizuki Nomura        | Miho Takeoka      | Famitsu Bunko          |
| 09       | Sora no Kane no Hibiku Hoshi de       | Soichiro Watase      | Minako Iwasaki    | Dengeki Bunko          |
| 10       | Aruhi, Bakudan ga Ochitekite          | Hideyuki Furuhashi   | Yukari Higa       | Dengeki Bunko          |
| 2008     |                                       |                      |                   |                        |
| 01       | Full Metal Panic!                     | Shoji Gatoh          | Shikidouji        | Fujimi Fantasia Bunko  |
| 02       | Haruhi Suzumiya series                | Nagaru Tanigawa      | Noizi Ito         | Kadokawa Sneaker Bunko |
| 03       | Book Girl series                      | Mizuki Nomura        | Miho Takeoka      | Famitsu Bunko          |
| 04       | Toradora!                             | Yuyuko Takemiya      | Yasu              | Dengeki Bunko          |
| 05       | Spice and Wolf                        | Isuna Hasekura       | Jū Ayakura        | Dengeki Bunko          |
| 06       | Kino's Journey                        | Keiichi Sigsawa      | Kouhaku Kuroboshi | Dengeki Bunko          |
| 07       | Mimizuku to Yoru no Ō                 | Izuki Kogyoku        | Hiroo Isono       | Dengeki Bunko          |
| 08       | Baka to Test to Shōkanjū              | Kenji Inoue          | Yui Haga          | Famitsu Bunko          |
| 09       | Tasogareiro no Uta Tsukai series      | Kei Sazane           | Miho Takeoka      | Fujimi Fantasia Bunko  |
| 10       | Shakugan no Shana                     | Yashichiro Takahashi | Noizi Ito         | Dengeki Bunko          |
| 2009     |                                       |                      |                   |                        |
| 01       | Book Girl series                      | Mizuki Nomura        | Miho Takeoka      | Famitsu Bunko          |
| 02       | Toradora!                             | Yuyuko Takemiya      | Yasu              | Dengeki Bunko          |
| 03       | Baka to Test to Shōkanjū              | Kenji Inoue          | Yui Haga          | Famitsu Bunko          |
| 04       | Toaru Majutsu no Index                | Kazuma Kamachi       | Kiyotaka Haimura  | Dengeki Bunko          |
| 05       | Spice and Wolf                        | Isuna Hasekura       | Jū Ayakura        | Dengeki Bunko          |
| 06       | Bakemonogatari series                 | Nisio Isin           | Vofan             | Kodansha Box           |
| 07       | Seitokai no Ichizon series            | Sekina Aoi           | Kira Inugami      | Fujimi Fantasia Bunko  |
| 08       | Full Metal Panic!                     | Shoji Gatoh          | Shikidouji        | Fujimi Fantasia Bunko  |
| 09       | Usotsuki Mii-kun to Kowareta Maa-chan | Hitoma Iruma         | Hidari            | Dengeki Bunko          |
| 10       | Toaru Hikūshi e no Tsuioku            | Koroku Inumura       | Haruyuki Morisawa | Gagaga Bunko           |

### 2010–2014
| Posición | Título                                                   | Autor             | Artista           | Imprenta               |
| 2010     | 2010                                                     | 2010              | 2010              | 2010                   |
| -------- | -------------------------------------------------------- | ----------------- | ----------------- | ---------------------- |
| 01       | Baka to Test to Shōkanjū                                 | Kenji Inoue       | Yui Haga          | Famitsu Bunko          |
| 02       | Bakemonogatari series                                    | Nisio Isin        | Vofan             | Kodansha Box           |
| 03       | Book Girl series                                         | Mizuki Nomura     | Miho Takeoka      | Famitsu Bunko          |
| 04       | Toradora!                                                | Yuyuko Takemiya   | Yasu              | Dengeki Bunko          |
| 05       | Seitokai no Ichizon series                               | Sekina Aoi        | Kira Inugami      | Fujimi Fantasia Bunko  |
| 06       | Tasogareiro no Uta Tsukai series                         | Sazane Kei        | Miho Takeoka      | Fujimi Fantasia Bunko  |
| 07       | Usotsuki Mii-kun to Kowareta Maa-chan                    | Hitoma Iruma      | Hidari            | Dengeki Bunko          |
| 08       | Ben-To                                                   | Asaura            | Kaito Shibano     | Super Dash Bunko       |
| 09       | Toaru Majutsu no Index                                   | Kazuma Kamachi    | Kiyotaka Haimura  | Dengeki Bunko          |
| 10       | Sōkyū no Karma                                           | Kōshi Tachibana   | Haruyuki Morisawa | Fujimi Fantasia Bunko  |
| 2011     |                                                          |                   |                   |                        |
| 01       | Toaru Majutsu no Index                                   | Kazuma Kamachi    | Kiyotaka Haimura  | Dengeki Bunko          |
| 02       | Boku wa Tomodachi ga Sukunai                             | Yomi Hirasaka     | Buriki            | MF Bunko J             |
| 03       | Baka to Test to Shōkanjū                                 | Kenji Inoue       | Yui Haga          | Famitsu Bunko          |
| 04       | Sword Art Online                                         | Reki Kawahara     | Abec              | Dengeki Bunko          |
| 05       | Ben-To                                                   | Asaura            | Kaito Shibano     | Super Dash Bunko       |
| 06       | Book Girl series                                         | Mizuki Nomura     | Miho Takeoka      | Famitsu Bunko          |
| 07       | Seitokai no Ichizon series                               | Sekina Aoi        | Kira Inugami      | Fujimi Fantasia Bunko  |
| 08       | Ore no Imōto ga Konna ni Kawaii Wake ga Nai              | Tsukasa Fushimi   | Hiro Kanzaki      | Dengeki Bunko          |
| 09       | Durarara!!                                               | Ryohgo Narita     | Suzuhito Yasuda   | Dengeki Bunko          |
| 10       | Kami-sama no Memo-chō                                    | Hikaru Sugii      | Mel Kishida       | Dengeki Bunko          |
| 2012     |                                                          |                   |                   |                        |
| 01       | Sword Art Online                                         | Reki Kawahara     | Abec              | Dengeki Bunko          |
| 02       | Toaru Majutsu no Index                                   | Kazuma Kamachi    | Kiyotaka Haimura  | Dengeki Bunko          |
| 03       | Ben-To                                                   | Asaura            | Kaito Shibano     | Super Dash Bunko       |
| 04       | Circlet Girl                                             | Satoshi Hase      | Miyū              | Kadokawa Sneaker Bunko |
| 05       | Baka to Test to Shōkanjū                                 | Kenji Inoue       | Yui Haga          | Famitsu Bunko          |
| 06       | Boku wa Tomodachi ga Sukunai                             | Yomi Hirasaka     | Buriki            | MF Bunko J             |
| 07       | Occultologic                                             | Tsukasa Nimeguchi | Magomago          | Kadokawa Sneaker Bunko |
| 08       | Haruhi Suzumiya series                                   | Nagaru Tanigawa   | Noizi Ito         | Kadokawa Sneaker Bunko |
| 09       | Idolising!                                               | Sakaki Hirozawa   | Cuteg             | Dengeki Bunko          |
| 10       | Iris on Rainy Days                                       | Takeshi Matsuyama | Hirasato          | Dengeki Bunko          |
| 2013     |                                                          |                   |                   |                        |
| 01       | Sword Art Online                                         | Reki Kawahara     | Abec              | Dengeki Bunko          |
| 02       | Toaru Majutsu no Index                                   | Kazuma Kamachi    | Kiyotaka Haimura  | Dengeki Bunko          |
| 03       | Rokka no Yūsha                                           | Ishio Yamagata    | Miyagi            | Super Dash Bunko       |
| 04       | Baka to Test to Shōkanjū                                 | Kenji Inoue       | Yui Haga          | Famitsu Bunko          |
| 05       | Ore no Imōto ga Konna ni Kawaii Wake ga Nai              | Tsukasa Fushimi   | Hiro Kanzaki      | Dengeki Bunko          |
| 06       | Yahari Ore no Seishun Love Come wa Machigatteiru.        | Wataru Watari     | Ponkan8           | Gagaga Bunko           |
| 07       | Durarara!!                                               | Ryohgo Narita     | Suzuhito Yasuda   | Dengeki Bunko          |
| 08       | Shinonome Yūko wa Tanpen Shōsetsu o Aishiteiru           | Bingo Morihashi   | Nardack           | Famitsu Bunko          |
| 09       | Sakurada Reset                                           | Yutaka Kōno       | Yū Shiina         | Kadokawa Sneaker Bunko |
| 10       | Horizon in the Middle of Nowhere                         | Minoru Kawakami   | Satoyasu          | Dengeki Bunko          |
| 2014     |                                                          |                   |                   |                        |
| 01       | Yahari Ore no Seishun Love Come wa Machigatteiru.        | Wataru Watari     | Ponkan8           | Gagaga Bunko           |
| 02       | Tenkyō no Alderamin                                      | Bokuto Uno        | Sanbasō           | Dengeki Bunko          |
| 03       | Toaru Majutsu no Index                                   | Kazuma Kamachi    | Kiyotaka Haimura  | Dengeki Bunko          |
| 04       | Dungeon ni Deai o Motomeru no wa Machigatte Iru Darou ka | Fujino Omori      | Yasudasuzuhito    | GA Bunko               |
| 05       | Sword Art Online                                         | Reki Kawahara     | Abec              | Dengeki Bunko          |
| 06       | Hataraku Maō-sama!                                       | Satoshi Wagahara  | Oniku             | Dengeki Bunko          |
| 07       | Tokyo Ravens                                             | Kōhei Azano       | Sumihei           | Fujimi Fantasia Bunko  |
| 08       | Rokka no Yūsha                                           | Ishio Yamagata    | Miyagi            | Super Dash Bunko       |
| 09       | Ore no Imōto ga Konna ni Kawaii Wake ga Nai              | Tsukasa Fushimi   | Hiro Kanzaki      | Dengeki Bunko          |
| 10       | No Game No Life                                          | Yū Kamiya         | Yū Kamiya         | MF Bunko J             |

### 2015
| Posición | Título                                            | Autor            | Artista           | Imprenta         |
| 2015     | 2015                                              | 2015             | 2015              | 2015             |
| -------- | ------------------------------------------------- | ---------------- | ----------------- | ---------------- |
| 01       | Yahari Ore no Seishun Love Come wa Machigatteiru. | Wataru Watari    | Ponkan8           | Gagaga Bunko     |
| 02       | Sword Art Online                                  | Reki Kawahara    | Abec              | Dengeki Bunko    |
| 03       | No Game No Life                                   | Yū Kamiya        | Yū Kamiya         | MF Bunko J       |
| 04       | Toaru Majutsu no Index                            | Kazuma Kamachi   | Kiyotaka Haimura  | Dengeki Bunko    |
| 05       | Kōkyū Rakuen Kyūjō: Harem League Baseball         | Hiroshi Ishikawa | Wingheart         | Super Dash Bunko |
| 06       | Zesshinkai no Solaris                             | Rakiruchi        | Asagiri           | MF Bunko J       |
| 07       | Escape Speed                                      | Nozomu Kuoka     | Gin               | Dengeki Bunko    |
| 08       | Toaru Hikūshi e no Seiyaku                        | Koroku Inumura   | Haruyuki Morisawa | Gagaga Bunko     |
| 09       | Kono Koi to, Sono Mirai                           | Bingo Morihashi  | Nardack           | Famitsu Bunko    |
| 10       | Tenkyō no Alderamin                               | Bokuto Uno       | Sanbasō           | Dengeki Bunko    |

## Top 10 de la lista de personajes femeninos
| Año  | Personaje          | Título                                            | Autor           | Artista           | Imprenta               |
| ---- | ------------------ | ------------------------------------------------- | --------------- | ----------------- | ---------------------- |
| 2005 | Dokuro Mitsukai    | Bludgeoning Angel Dokuro-Chan                     | Masaki Okayu    | Torishimo         | Dengeki Bunko          |
| 2006 | Kino               | Kino's Journey                                    | Keiichi Sigsawa | Kouhaku Kuroboshi | Dengeki Bunko          |
| 2007 | Holo               | Spice and Wolf                                    | Isuna Hasekura  | Jū Ayakura        | Dengeki Bunko          |
| 2008 | Haruhi Suzumiya    | Haruhi Suzumiya series                            | Nagaru Tanigawa | Noizi Ito         | Kadokawa Sneaker Bunko |
| 2009 | Tohko Amano        | Book Girl series                                  | Mizuki Nomura   | Miho Takeoka      | Famitsu Bunko          |
| 2010 | Mikoto Misaka      | Toaru Majutsu no Index                            | Kazuma Kamachi  | Kiyotaka Haimura  | Dengeki Bunko          |
| 2011 | Mikoto Misaka      | Toaru Majutsu no Index                            | Kazuma Kamachi  | Kiyotaka Haimura  | Dengeki Bunko          |
| 2012 | Mikoto Misaka      | Toaru Majutsu no Index                            | Kazuma Kamachi  | Kiyotaka Haimura  | Dengeki Bunko          |
| 2013 | Mikoto Misaka      | Toaru Majutsu no Index                            | Kazuma Kamachi  | Kiyotaka Haimura  | Dengeki Bunko          |
| 2014 | Mikoto Misaka      | Toaru Majutsu no Index                            | Kazuma Kamachi  | Kiyotaka Haimura  | Dengeki Bunko          |
| 2015 | Yukino Yukinoshita | Yahari Ore no Seishun Love Come wa Machigatteiru. | Wataru Watari   | Ponkan8           | Gagaga Bunko           |

### 2005–2009
| Posición | Personaje                                | Título                             | Autor                | Artista           | Imprenta               |
| 2005     | 2005                                     | 2005                               | 2005                 | 2005              | 2005                   |
| -------- | ---------------------------------------- | ---------------------------------- | -------------------- | ----------------- | ---------------------- |
| 01       | Dokuro Mitsukai                          | Bludgeoning Angel Dokuro-Chan      | Masaki Okayu         | Torishimo         | Dengeki Bunko          |
| 02       | Yomiko Readman                           | Read or Die                        | Hideyuki Kurata      | Taraku Uon        | Super Dash Bunko       |
| 03       | Yuki Nagato                              | Haruhi Suzumiya series             | Nagaru Tanigawa      | Noizi Ito         | Kadokawa Sneaker Bunko |
| 04       | Haruhi Suzumiya                          | Haruhi Suzumiya series             | Nagaru Tanigawa      | Noizi Ito         | Kadokawa Sneaker Bunko |
| 05       | Allison Whittington                      | Allison                            | Keiichi Sigsawa      | Kouhaku Kuroboshi | Dengeki Bunko          |
| 06       | Tazusa Sakurano                          | Ginban Kaleidoscope                | Rei Kaibara          | Hiro Suzuhira     | Super Dash Bunko       |
| 07       | Sorasumihime                             | Nanahime Monogatari                | Kazu Takano          | Osamu Otani       | Dengeki Bunko          |
| 08       | Victorique de Blois                      | Gosick                             | Kazuki Sakuraba      | Hinata Takeda     | Kadokawa Beans Bunko   |
| 09       | Shana                                    | Shakugan no Shana                  | Yashichiro Takahashi | Noizi Ito         | Dengeki Bunko          |
| 10       | Danatia Aryl Ankurouge                   | Rakuen no Majo Tachi               | Satomi Kikawa        | Mūnī Mutchiri     | Cobalt Bunko           |
| 2006     |                                          |                                    |                      |                   |                        |
| 01       | Kino                                     | Kino no Tabi -the Beautiful World- | Keiichi Sigsawa      | Kouhaku Kuroboshi | Dengeki Bunko          |
| 02       | Yuki Nagato                              | Haruhi Suzumiya series             | Nagaru Tanigawa      | Noizi Ito         | Kadokawa Sneaker Bunko |
| 03       | Victorique de Blois                      | Gosick                             | Kazuki Sakuraba      | Hinata Takeda     | Kadokawa Beans Bunko   |
| 04       | Haruhi Suzumiya                          | Haruhi Suzumiya series             | Nagaru Tanigawa      | Noizi Ito         | Kadokawa Sneaker Bunko |
| 05       | Shana                                    | Shakugan no Shana                  | Yashichiro Takahashi | Noizi Ito         | Dengeki Bunko          |
| 06       | Rika Akiba                               | Hanbun no Tsuki ga Noboru Sora     | Tsumugu Hashimoto    | Keiji Yamamoto    | Dengeki Bunko          |
| 07       | Hiroka Sōma                              | Watashitachi no Tamura-kun         | Yuyuko Takemiya      | Yasu              | Dengeki Bunko          |
| 08       | Yomiko Togano                            | Missing                            | Gakuto Coda          | Shin Midorigawa   | Dengeki Bunko          |
| 09       | Kaho Sakazaki                            | Yoku Wakaru Gendai Mahō            | Hiroshi Sakurazaka   | Miki Miyashita    | Super Dash Bunko       |
| 10       | Eguriko Gankyū                           | Mushi to Medama series             | Akira                | Mitsuki Mouse     | MF Bunko J             |
| 2007     |                                          |                                    |                      |                   |                        |
| 01       | Holo                                     | Spice and Wolf                     | Isuna Hasekura       | Jū Ayakura        | Dengeki Bunko          |
| 02       | Yuki Nagato                              | Haruhi Suzumiya series             | Nagaru Tanigawa      | Noizi Ito         | Kadokawa Sneaker Bunko |
| 03       | Haruhi Suzumiya                          | Haruhi Suzumiya series             | Nagaru Tanigawa      | Noizi Ito         | Kadokawa Sneaker Bunko |
| 04       | Tohko Amano                              | Book Girl series                   | Mizuki Nomura        | Miho Takeoka      | Famitsu Bunko          |
| 05       | Kino                                     | Kino no Tabi -the Beautiful World- | Keiichi Sigsawa      | Kouhaku Kuroboshi | Dengeki Bunko          |
| 06       | Taiga Aisaka                             | Toradora!                          | Yuyuko Takemiya      | Yasu              | Dengeki Bunko          |
| 07       | Rika Akiba                               | Hanbun no Tsuki ga Noboru Sora     | Tsumugu Hashimoto    | Keiji Yamamoto    | Dengeki Bunko          |
| 08       | Victorique de Blois                      | Gosick                             | Kazuki Sakuraba      | Hinata Takeda     | Kadokawa Beans Bunko   |
| 09       | Shana                                    | Shakugan no Shana                  | Yashichiro Takahashi | Noizi Ito         | Dengeki Bunko          |
| 10       | Louise Françoise Le Blanc de La Vallière | Zero no Tsukaima                   | Noboru Yamaguchi     | Eiji Usatsuka     | MF Bunko J             |
| 2008     |                                          |                                    |                      |                   |                        |
| 01       | Haruhi Suzumiya                          | Haruhi Suzumiya series             | Nagaru Tanigawa      | Noizi Ito         | Kadokawa Sneaker Bunko |
| 02       | Tohko Amano                              | Book Girl series                   | Mizuki Nomura        | Miho Takeoka      | Famitsu Bunko          |
| 03       | Yuki Nagato                              | Haruhi Suzumiya series             | Nagaru Tanigawa      | Noizi Ito         | Kadokawa Sneaker Bunko |
| 04       | Holo                                     | Spice and Wolf                     | Isuna Hasekura       | Jū Ayakura        | Dengeki Bunko          |
| 05       | Kaname Chidori                           | Full Metal Panic!                  | Shoji Gatoh          | Shiki Douji       | Fujimi Fantasia Bunko  |
| 06       | Kino                                     | Kino no Tabi -the Beautiful World- | Keiichi Sigsawa      | Kouhaku Kuroboshi | Dengeki Bunko          |
| 07       | Hitagi Senjōgahara                       | Monogatari series                  | Nisio Isin           | Vofan             | Kodansha Box           |
| 08       | Nanase Kotobuki                          | Book Girl series                   | Mizuki Nomura        | Miho Takeoka      | Famitsu Bunko          |
| 09       | Teletha Testarossa                       | Full Metal Panic!                  | Shoji Gatoh          | Shiki Douji       | Fujimi Fantasia Bunko  |
| 10       | Taiga Aisaka                             | Toradora!                          | Yuyuko Takemiya      | Yasu              | Dengeki Bunko          |
| 2009     |                                          |                                    |                      |                   |                        |
| 01       | Tohko Amano                              | Book Girl series                   | Mizuki Nomura        | Miho Takeoka      | Famitsu Bunko          |
| 02       | Holo                                     | Spice and Wolf                     | Isuna Hasekura       | Jū Ayakura        | Dengeki Bunko          |
| 03       | Taiga Aisaka                             | Toradora!                          | Yuyuko Takemiya      | Yasu              | Dengeki Bunko          |
| 04       | Nanase Kotobuki                          | Book Girl series                   | Mizuki Nomura        | Miho Takeoka      | Famitsu Bunko          |
| 05       | Mikoto Misaka                            | Toaru Majutsu no Index             | Kazuma Kamachi       | Kiyotaka Haimura  | Dengeki Bunko          |
| 06       | Kino                                     | Kino no Tabi -the Beautiful World- | Keiichi Sigsawa      | Kouhaku Kuroboshi | Dengeki Bunko          |
| 07       | Hitagi Senjōgahara                       | Monogatari series                  | Nisio Isin           | Vofan             | Kodansha Box           |
| 08       | Kluele Sophi Net                         | Tasogareiro no Uta Tsukai series   | Sazane Kei           | Miho Takeoka      | Fujimi Fantasia Bunko  |
| 09       | Shana                                    | Shakugan no Shana                  | Yashichiro Takahashi | Noizi Ito         | Dengeki Bunko          |
| 10       | Hideyoshi Kinoshita                      | Baka to Test to Shōkanjū           | Kenji Inoue          | Yui Haga          | Famitsu Bunko          |

### 2010–2014
| Posición | Personaje                   | Título                                            | Autor           | Artista           | Imprenta               |
| 2010     | 2010                        | 2010                                              | 2010            | 2010              | 2010                   |
| -------- | --------------------------- | ------------------------------------------------- | --------------- | ----------------- | ---------------------- |
| 01       | Mikoto Misaka               | Toaru Majutsu no Index                            | Kazuma Kamachi  | Kiyotaka Haimura  | Dengeki Bunko          |
| 02       | Tohko Amano                 | Book Girl series                                  | Mizuki Nomura   | Miho Takeoka      | Famitsu Bunko          |
| 03       | Nanase Kotobuki             | Book Girl series                                  | Mizuki Nomura   | Miho Takeoka      | Famitsu Bunko          |
| 04       | Hitagi Senjōgahara          | Monogatari series                                 | Nisio Isin      | Vofan             | Kodansha Box           |
| 05       | Taiga Aisaka                | Toradora!                                         | Yuyuko Takemiya | Yasu              | Dengeki Bunko          |
| 06       | Karuma Takasaki             | Sōkyū no Karuma                                   | Kōshi Tachibana | Haruyuki Morisawa | Fujimi Fantasia Bunko  |
| 07       | Hideyoshi Kinoshita         | Baka to Test to Shōkanjū                          | Kenji Inoue     | Yui Haga          | Famitsu Bunko          |
| 08       | Kino                        | Kino no Tabi -the Beautiful World-                | Keiichi Sigsawa | Kouhaku Kuroboshi | Dengeki Bunko          |
| 09       | Kluele Sophi Net            | Tasogareiro no Uta Tsukai series                  | Sazane Kei      | Miho Takeoka      | Fujimi Fantasia Bunko  |
| 10       | Holo                        | Spice and Wolf                                    | Isuna Hasekura  | Jū Ayakura        | Dengeki Bunko          |
| 2011     |                             |                                                   |                 |                   |                        |
| 01       | Mikoto Misaka               | Toaru Majutsu no Index                            | Kazuma Kamachi  | Kiyotaka Haimura  | Dengeki Bunko          |
| 02       | Yūko Shionji / Alice        | Kami-sama no Memo-chō                             | Hikaru Sugii    | Mel Kishida       | Dengeki Bunko          |
| 03       | Index Librorum Prohibitorum | Toaru Majutsu no Index                            | Kazuma Kamachi  | Kiyotaka Haimura  | Dengeki Bunko          |
| 04       | Sena Kashiwazaki            | Boku wa Tomodachi ga Sukunai                      | Yomi Hirasaka   | Buriki            | MF Bunko J             |
| 05       | Tohko Amano                 | Book Girl series                                  | Mizuki Nomura   | Miho Takeoka      | Famitsu Bunko          |
| 06       | Asuna Yūki / Asuna          | Sword Art Online                                  | Reki Kawahara   | Abec              | Dengeki Bunko          |
| 07       | Itsuwa                      | Toaru Majutsu no Index                            | Kazuma Kamachi  | Kiyotaka Haimura  | Dengeki Bunko          |
| 08       | Hitagi Senjōgahara          | Monogatari series                                 | Nisio Isin      | Vofan             | Kodansha Box           |
| 09       | Erio Tōwa                   | Denpa Onna to Seishun Otoko                       | Hitoma Iruma    | Buriki            | Dengeki Bunko          |
| 10       | Nanase Kotobuki             | Book Girl series                                  | Mizuki Nomura   | Miho Takeoka      | Famitsu Bunko          |
| 2012     |                             |                                                   |                 |                   |                        |
| 01       | Mikoto Misaka               | Toaru Majutsu no Index                            | Kazuma Kamachi  | Kiyotaka Haimura  | Dengeki Bunko          |
| 02       | Asuna Yūki / Asuna          | Sword Art Online                                  | Reki Kawahara   | Abec              | Dengeki Bunko          |
| 03       | Sena Kashiwazaki            | Boku wa Tomodachi ga Sukunai                      | Yomi Hirasaka   | Buriki            | MF Bunko J             |
| 04       | Ruri Goko / Kuroneko        | Ore no Imōto ga Konna ni Kawaii Wake ga Nai       | Tsukasa Fushimi | Hiro Kanzaki      | Dengeki Bunko          |
| 05       | Yūko Shionji / Alice        | Kami-sama no Memo-chō                             | Hikaru Sugii    | Mel Kishida       | Dengeki Bunko          |
| 06       | Himeko Inaba                | Kokoro Connect                                    | Sadanatsu Anda  | Shiromizakana     | Famitsu Bunko          |
| 07       | Hitagi Senjōgahara          | Monogatari series                                 | Nisio Isin      | Vofan             | Kodansha Box           |
| 07       | Kirino Kousaka              | Ore no Imōto ga Konna ni Kawaii Wake ga Nai       | Tsukasa Fushimi | Hiro Kanzaki      | Dengeki Bunko          |
| 09       | Haruhi Suzumiya             | Haruhi Suzumiya series                            | Nagaru Tanigawa | Noizi Ito         | Kadokawa Sneaker Bunko |
| 10       | Yozora Mikazuki             | Boku wa Tomodachi ga Sukunai                      | Yomi Hirasaka   | Buriki            | MF Bunko J             |
| 2013     |                             |                                                   |                 |                   |                        |
| 01       | Mikoto Misaka               | Toaru Majutsu no Index                            | Kazuma Kamachi  | Kiyotaka Haimura  | Dengeki Bunko          |
| 02       | Asuna Yūki / Asuna          | Sword Art Online                                  | Reki Kawahara   | Abec              | Dengeki Bunko          |
| 03       | Himeko Inaba                | Kokoro Connect                                    | Sadanatsu Anda  | Shiromizakana     | Famitsu Bunko          |
| 04       | Kuroyukihime                | Accel World                                       | Reki Kawahara   | HiMA              | Dengeki Bunko          |
| 05       | Sena Kashiwazaki            | Boku wa Tomodachi ga Sukunai                      | Yomi Hirasaka   | Buriki            | MF Bunko J             |
| 06       | Ruri Goko / Kuroneko        | Ore no Imōto ga Konna ni Kawaii Wake ga Nai       | Tsukasa Fushimi | Hiro Kanzaki      | Dengeki Bunko          |
| 07       | Shino Asada / Sinon         | Sword Art Online                                  | Reki Kawahara   | Abec              | Dengeki Bunko          |
| 08       | Yukino Yukinoshita          | Yahari Ore no Seishun Love Come wa Machigatteiru. | Wataru Watari   | Ponkan8           | Gagaga Bunko           |
| 09       | Kirino Kousaka              | Ore no Imōto ga Konna ni Kawaii Wake ga Nai       | Tsukasa Fushimi | Hiro Kanzaki      | Dengeki Bunko          |
| 10       | Yozora Mikazuki             | Boku wa Tomodachi ga Sukunai                      | Yomi Hirasaka   | Buriki            | MF Bunko J             |
| 2014     |                             |                                                   |                 |                   |                        |
| 01       | Mikoto Misaka               | Toaru Majutsu no Index                            | Kazuma Kamachi  | Kiyotaka Haimura  | Dengeki Bunko          |
| 02       | Yukino Yukinoshita          | Yahari Ore no Seishun Love Come wa Machigatteiru. | Wataru Watari   | Ponkan8           | Gagaga Bunko           |
| 03       | Asuna Yūki / Asuna          | Sword Art Online                                  | Reki Kawahara   | Abec              | Dengeki Bunko          |
| 04       | Yui Yuigahama               | Yahari Ore no Seishun Love Come wa Machigatteiru. | Wataru Watari   | Ponkan8           | Gagaga Bunko           |
| 05       | Index Librorum Prohibitorum | Toaru Majutsu no Index                            | Kazuma Kamachi  | Kiyotaka Haimura  | Dengeki Bunko          |
| 06       | Kirino Kousaka              | Ore no Imōto ga Konna ni Kawaii Wake ga Nai       | Tsukasa Fushimi | Hiro Kanzaki      | Dengeki Bunko          |
| 07       | Ayase Aragaki               | Ore no Imōto ga Konna ni Kawaii Wake ga Nai       | Tsukasa Fushimi | Hiro Kanzaki      | Dengeki Bunko          |
| 08       | Shino Asada / Sinon         | Sword Art Online                                  | Reki Kawahara   | Abec              | Dengeki Bunko          |
| 09       | Miyuki Shiba                | Mahōka Kōkō no Rettōsei                           | Tsutomu Satō    | Kana Ishida       | Dengeki Bunko          |
| 10       | Yozora Mikazuki             | Boku wa Tomodachi ga Sukunai                      | Yomi Hirasaka   | Buriki            | MF Bunko J             |

### 2015
| Posición | Personaje                   | Título                                            | Autor          | Artista          | Imprenta      |
| 2015     | 2015                        | 2015                                              | 2015           | 2015             | 2015          |
| -------- | --------------------------- | ------------------------------------------------- | -------------- | ---------------- | ------------- |
| 01       | Yukino Yukinoshita          | Yahari Ore no Seishun Love Come wa Machigatteiru. | Wataru Watari  | Ponkan8          | Gagaga Bunko  |
| 02       | Mikoto Misaka               | Toaru Majutsu no Index                            | Kazuma Kamachi | Kiyotaka Haimura | Dengeki Bunko |
| 03       | Yui Yuigahama               | Yahari Ore no Seishun Love Come wa Machigatteiru. | Wataru Watari  | Ponkan8          | Gagaga Bunko  |
| 04       | Asuna Yūki / Asuna          | Sword Art Online                                  | Reki Kawahara  | Abec             | Dengeki Bunko |
| 05       | Othinus                     | Toaru Majutsu no Index                            | Kazuma Kamachi | Kiyotaka Haimura | Dengeki Bunko |
| 06       | Index Librorum Prohibitorum | Toaru Majutsu no Index                            | Kazuma Kamachi | Kiyotaka Haimura | Dengeki Bunko |
| 07       | Shino Asada / Sinon         | Sword Art Online                                  | Reki Kawahara  | Abec             | Dengeki Bunko |
| 08       | Komachi Hikigaya            | Yahari Ore no Seishun Love Come wa Machigatteiru. | Wataru Watari  | Ponkan8          | Gagaga Bunko  |
| 09       | Misaki Shokuhō              | Toaru Majutsu no Index                            | Kazuma Kamachi | Kiyotaka Haimura | Dengeki Bunko |
| 10       | Shiro                       | No Game No Life                                   | Yū Kamiya      | Yū Kamiya        | MF Bunko J    |

## Top 10 de la lista de personajes masculinos
| Año  | Personaje                | Título                                            | Autor           | Artista          | Imprenta              |
| ---- | ------------------------ | ------------------------------------------------- | --------------- | ---------------- | --------------------- |
| 2005 | I                        | Zaregoto series                                   | Nisio Isin      | Take             | Kodansha Novels       |
| 2006 | I                        | Zaregoto series                                   | Nisio Isin      | Take             | Kodansha Novels       |
| 2007 | Mikoto Sayama            | Owari no Chronicle (Ahead series)                 | Minoru Kawakami | Satoyasu         | Dengeki Bunko         |
| 2008 | Sousuke Sagara           | Full Metal Panic!                                 | Shoji Gatoh     | Shikidouji       | Fujimi Fantasia Bunko |
| 2009 | Hideyoshi Kinoshita      | Baka to Test to Shōkanjū                          | Kenji Inoue     | Yui Haga         | Famitsu Bunko         |
| 2010 | Hideyoshi Kinoshita      | Baka to Test to Shōkanjū                          | Kenji Inoue     | Yui Haga         | Famitsu Bunko         |
| 2011 | Tōma Kamijō              | Toaru Majutsu no Index                            | Kazuma Kamachi  | Kiyotaka Haimura | Dengeki Bunko         |
| 2012 | Kazuto Kirigaya / Kirito | Sword Art Online                                  | Reki Kawahara   | Abec             | Dengeki Bunko         |
| 2013 | Kazuto Kirigaya / Kirito | Sword Art Online                                  | Reki Kawahara   | Abec             | Dengeki Bunko         |
| 2014 | Hachiman Hikigaya        | Yahari Ore no Seishun Love Come wa Machigatteiru. | Wataru Watari   | Ponkan8          | Gagaga Bunko          |
| 2015 | Hachiman Hikigaya        | Yahari Ore no Seishun Love Come wa Machigatteiru. | Wataru Watari   | Ponkan8          | Gagaga Bunko          |

### 2005–2009
| Posición | Personaje               | Título                                | Autor            | Artista          | Imprenta               |
| 2005     | 2005                    | 2005                                  | 2005             | 2005             | 2005                   |
| -------- | ----------------------- | ------------------------------------- | ---------------- | ---------------- | ---------------------- |
| 01       | I                       | Zaregoto series                       | Nisio Isin       | Take             | Kodansha Novels        |
| 02       | Sousuke Sagara          | Full Metal Panic!                     | Shoji Gatoh      | Shikidouji       | Fujimi Fantasia Bunko  |
| 03       | Mikoto Sayama           | Owari no Chronicle (Ahead series)     | Minoru Kawakami  | Satoyasu         | Dengeki Bunko          |
| 04       | Orphen                  | Majutsushi Orphen                     | Yoshinobu Akita  | Yuuya Kusaka     | Fujimi Fantasia Bunko  |
| 05       | Maisaka Ryi             | Beat no Discipline                    | Kouhei Kadono    | Kouji Ogata      | Dengeki Bunko          |
| 06       | Kei Monobe              | D Crackers                            | Kōhei Azano      | Hisato Murasaki  | Fujimi Fantasia Bunko  |
| 07       | Elion                   | Harmonizer-Elion                      | Yoru Yoshimura   | Tsukasa Kotobuki | Fujimi Fantasia Bunko  |
| 08       | Maido B. Garnash        | Detamaka                              | Kazuyuki Takami  | Chiyoko          | Kadokawa Sneaker Bunko |
| 09       | Ferio Aruseifu          | Soranokane no Hibiku Wakusei de       | Soichiro Watase  | Minako Iwasaki   | Dengeki Bunko          |
| 10       | Dr. Kishida             | Ariel                                 | Yūichi Sasamoto  | Masahisa Suzuki  | Sonorama Bunko         |
| 2006     |                         |                                       |                  |                  |                        |
| 01       | I                       | Zaregoto series                       | Nisio Isin       | Take             | Kodansha Novels        |
| 02       | Mikoto Sayama           | Owari no Chronicle (Ahead series)     | Minoru Kawakami  | Satoyasu         | Dengeki Bunko          |
| 03       | Gaius Levina Sorel      | Saredo Tsumibito wa Ryū to Odoru      | Asai Labo        | Miyagi           | Gagaga Bunko           |
| 04       | Sousuke Sagara          | Full Metal Panic!                     | Shoji Gatoh      | Shikidouji       | Fujimi Fantasia Bunko  |
| 05       | Shizuo Heiwajima        | Durarara!!                            | Ryohgo Narita    | Suzuhito Yasuda  | Dengeki Bunko          |
| 06       | Hitoshiki Zerozaki      | Zaregoto series                       | Nisio Isin       | Take             | Kodansha Novels        |
| 07       | Yuri Shibuya            | Kyo Kara Maoh!                        | Tomo Takabayashi | Temari Matsumoto | Kadokawa Sneaker Bunko |
| 08       | Abel Nightroad          | Trinity Blood                         | Sunao Yoshida    | Thores Shibamoto | Kadokawa Sneaker Bunko |
| 09       | Conrad / Conrart Weller | Kyo Kara Maoh!                        | Tomo Takabayashi | Temari Matsumoto | Kadokawa Sneaker Bunko |
| 10       | Daisuke Kusuriya        | Mushi-Uta                             | Kyouhei Iwai     | Ruroo            | Kadokawa Sneaker Bunko |
| 2007     |                         |                                       |                  |                  |                        |
| 01       | Mikoto Sayama           | Owari no Chronicle (Ahead series)     | Minoru Kawakami  | Satoyasu         | Dengeki Bunko          |
| 02       | I                       | Zaregoto series                       | Nisio Isin       | Take             | Kodansha Novels        |
| 03       | Hitoshiki Zerozaki      | Zaregoto series                       | Nisio Isin       | Take             | Kodansha Novels        |
| 04       | Shizuo Heiwajima        | Durarara!!                            | Ryohgo Narita    | Suzuhito Yasuda  | Dengeki Bunko          |
| 05       | Sousuke Sagara          | Full Metal Panic!                     | Shoji Gatoh      | Shikidouji       | Fujimi Fantasia Bunko  |
| 06       | Kyon                    | Haruhi Suzumiya series                | Nagaru Tanigawa  | Noizi Ito        | Kadokawa Sneaker Bunko |
| 07       | Gaius Levina Sorel      | Saredo Tsumibito wa Ryū to Odoru      | Asai Labo        | Miyagi           | Gagaga Bunko           |
| 08       | Izaya Orihara           | Durarara!!                            | Ryohgo Narita    | Suzuhito Yasuda  | Dengeki Bunko          |
| 09       | Tōma Kamijō             | Toaru Majutsu no Index                | Kazuma Kamachi   | Kiyotaka Haimura | Dengeki Bunko          |
| 10       | Daisuke Kusuriya        | Mushi-Uta                             | Kyouhei Iwai     | Ruroo            | Kadokawa Sneaker Bunko |
| 2008     |                         |                                       |                  |                  |                        |
| 01       | Sousuke Sagara          | Full Metal Panic!                     | Shoji Gatoh      | Shikidouji       | Fujimi Fantasia Bunko  |
| 02       | Kyon                    | Haruhi Suzumiya series                | Nagaru Tanigawa  | Noizi Ito        | Kadokawa Sneaker Bunko |
| 03       | Tōma Kamijō             | Toaru Majutsu no Index                | Kazuma Kamachi   | Kiyotaka Haimura | Dengeki Bunko          |
| 04       | Hideyoshi Kinoshita     | Baka to Test to Shōkanjū              | Kenji Inoue      | Yui Haga         | Famitsu Bunko          |
| 05       | Ryūji Takasu            | Toradora!                             | Yuyuko Takemiya  | Yasu             | Dengeki Bunko          |
| 06       | Daisuke Kusuriya        | Mushi-Uta                             | Kyouhei Iwai     | Ruroo            | Kadokawa Sneaker Bunko |
| 07       | Konoha Inoue            | Book Girl series                      | Mizuki Nomura    | Miho Takeoka     | Famitsu Bunko          |
| 08       | Saito Hiraga            | Zero no Tsukaima                      | Noboru Yamaguchi | Eiji Usatsuka    | MF Bunko J             |
| 09       | Kraft Lawrence          | Spice and Wolf                        | Isuna Hasekura   | Jū Ayakura       | Dengeki Bunko          |
| 10       | Kurz Weber              | Full Metal Panic!                     | Shoji Gatoh      | Shikidouji       | Fujimi Fantasia Bunko  |
| 2009     |                         |                                       |                  |                  |                        |
| 01       | Hideyoshi Kinoshita     | Baka to Test to Shōkanjū              | Kenji Inoue      | Yui Haga         | Famitsu Bunko          |
| 02       | Ryūji Takasu            | Toradora!                             | Yuyuko Takemiya  | Yasu             | Dengeki Bunko          |
| 03       | Tōma Kamijō             | Toaru Majutsu no Index                | Kazuma Kamachi   | Kiyotaka Haimura | Dengeki Bunko          |
| 04       | Sousuke Sagara          | Full Metal Panic!                     | Shoji Gatoh      | Shikidouji       | Fujimi Fantasia Bunko  |
| 05       | Konoha Inoue            | Book Girl series                      | Mizuki Nomura    | Miho Takeoka     | Famitsu Bunko          |
| 06       | Koyomi Araragi          | Monogatari series                     | Nisio Isin       | Vofan            | Kodansha Box           |
| 07       | Mii-kun                 | Usotsuki Mii-kun to Kowareta Maa-chan | Hitoma Iruma     | Hidari           | Dengeki Bunko          |
| 08       | Akihisa Yoshii          | Baka to Test to Shōkanjū              | Kenji Inoue      | Yui Haga         | Famitsu Bunko          |
| 09       | Kraft Lawrence          | Spice and Wolf                        | Isuna Hasekura   | Jū Ayakura       | Dengeki Bunko          |
| 10       | Ken Sugisaki            | Seitokai no Ichizon series            | Sekina Aoi       | Kira Inugami     | Fujimi Fantasia Bunko  |

### 2010–2014
| Posición | Personaje                | Título                                            | Autor            | Artista          | Imprenta               |
| 2010     | 2010                     | 2010                                              | 2010             | 2010             | 2010                   |
| -------- | ------------------------ | ------------------------------------------------- | ---------------- | ---------------- | ---------------------- |
| 01       | Hideyoshi Kinoshita      | Baka to Test to Shōkanjū                          | Kenji Inoue      | Yui Haga         | Famitsu Bunko          |
| 02       | Koyomi Araragi           | Monogatari series                                 | Nisio Isin       | Vofan            | Kodansha Box           |
| 03       | Tōma Kamijō              | Toaru Majutsu no Index                            | Kazuma Kamachi   | Kiyotaka Haimura | Dengeki Bunko          |
| 04       | Mii-kun                  | Usotsuki Mii-kun to Kowareta Maa-chan             | Hitoma Iruma     | Hidari           | Dengeki Bunko          |
| 05       | Ken Sugisaki             | Seitokai no Ichizon series                        | Sekina Aoi       | Kira Inugami     | Fujimi Fantasia Bunko  |
| 06       | Ryūji Takasu             | Toradora!                                         | Yuyuko Takemiya  | Yasu             | Dengeki Bunko          |
| 07       | Konoha Inoue             | Book Girl series                                  | Mizuki Nomura    | Miho Takeoka     | Famitsu Bunko          |
| 08       | Neight Yehlemihas        | Tasogareiro no Uta Tsukai series                  | Kei Sazane       | Miho Takeoka     | Fujimi Fantasia Bunko  |
| 09       | Hideo Kawamura           | Sentō Jōsai Masurawo                              | Tomoaki Hayashi  | Yumehito Ueda    | Kadokawa Sneaker Bunko |
| 10       | Akihisa Yoshii           | Baka to Test to Shōkanjū                          | Kenji Inoue      | Yui Haga         | Famitsu Bunko          |
| 2011     |                          |                                                   |                  |                  |                        |
| 01       | Tōma Kamijō              | Toaru Majutsu no Index                            | Kazuma Kamachi   | Kiyotaka Haimura | Dengeki Bunko          |
| 02       | Accelerator              | Toaru Majutsu no Index                            | Kazuma Kamachi   | Kiyotaka Haimura | Dengeki Bunko          |
| 03       | Kazuto Kirigaya / Kirito | Sword Art Online                                  | Reki Kawahara    | Abec             | Dengeki Bunko          |
| 04       | Hideyoshi Kinoshita      | Baka to Test to Shōkanjū                          | Kenji Inoue      | Yui Haga         | Famitsu Bunko          |
| 05       | You Satou                | Ben-To                                            | Asaura           | Kaito Shibano    | Super Dash Bunko       |
| 06       | Sousuke Sagara           | Full Metal Panic!                                 | Shoji Gatoh      | Shikidouji       | Fujimi Fantasia Bunko  |
| 07       | Koyomi Araragi           | Monogatari series                                 | Nisio Isin       | Vofan            | Kodansha Box           |
| 08       | Ken Sugisaki             | Seitokai no Ichizon series                        | Sekina Aoi       | Kira Inugami     | Fujimi Fantasia Bunko  |
| 09       | Mii-kun                  | Usotsuki Mii-kun to Kowareta Maa-chan             | Hitoma Iruma     | Hidari           | Dengeki Bunko          |
| 10       | Shizuo Heiwajima         | Durarara!!                                        | Ryohgo Narita    | Suzuhito Yasuda  | Dengeki Bunko          |
| 2012     |                          |                                                   |                  |                  |                        |
| 01       | Kazuto Kirigaya / Kirito | Sword Art Online                                  | Reki Kawahara    | Abec             | Dengeki Bunko          |
| 02       | Tōma Kamijō              | Toaru Majutsu no Index                            | Kazuma Kamachi   | Kiyotaka Haimura | Dengeki Bunko          |
| 03       | Koyomi Araragi           | Monogatari series                                 | Nisio Isin       | Vofan            | Kodansha Box           |
| 04       | Accelerator              | Toaru Majutsu no Index                            | Kazuma Kamachi   | Kiyotaka Haimura | Dengeki Bunko          |
| 05       | You Satou                | Ben-To                                            | Asaura           | Kaito Shibano    | Super Dash Bunko       |
| 06       | Hideyoshi Kinoshita      | Baka to Test to Shōkanjū                          | Kenji Inoue      | Yui Haga         | Famitsu Bunko          |
| 07       | Kyousuke Kousaka         | Ore no Imōto ga Konna ni Kawaii Wake ga Nai       | Tsukasa Fushimi  | Hiro Kanzaki     | Dengeki Bunko          |
| 08       | Kyon                     | Haruhi Suzumiya series                            | Nagaru Tanigawa  | Noizi Ito        | Kadokawa Sneaker Bunko |
| 09       | Akihisa Yoshii           | Baka to Test to Shōkanjū                          | Kenji Inoue      | Yui Haga         | Famitsu Bunko          |
| 10       | Ken Sugisaki             | Seitokai no Ichizon series                        | Sekina Aoi       | Kira Inugami     | Fujimi Fantasia Bunko  |
| 2013     |                          |                                                   |                  |                  |                        |
| 01       | Kazuto Kirigaya / Kirito | Sword Art Online                                  | Reki Kawahara    | Abec             | Dengeki Bunko          |
| 02       | Tōma Kamijō              | Toaru Majutsu no Index                            | Kazuma Kamachi   | Kiyotaka Haimura | Dengeki Bunko          |
| 03       | Accelerator              | Toaru Majutsu no Index                            | Kazuma Kamachi   | Kiyotaka Haimura | Dengeki Bunko          |
| 04       | Hachiman Hikigaya        | Yahari Ore no Seishun Love Come wa Machigatteiru. | Wataru Watari    | Ponkan8          | Gagaga Bunko           |
| 05       | Kyousuke Kousaka         | Ore no Imōto ga Konna ni Kawaii Wake ga Nai       | Tsukasa Fushimi  | Hiro Kanzaki     | Dengeki Bunko          |
| 06       | Koyomi Araragi           | Monogatari series                                 | Nisio Isin       | Vofan            | Kodansha Box           |
| 07       | Tatsuya Shiba            | Mahōka Kōkō no Rettōsei                           | Tsutomu Satou    | Kana Ishida      | Dengeki Bunko          |
| 08       | You Satou                | Ben-To                                            | Asaura           | Kaito Shibano    | Super Dash Bunko       |
| 09       | Ken Sugisaki             | Seitokai no Ichizon series                        | Sekina Aoi       | Kira Inugami     | Fujimi Fantasia Bunko  |
| 10       | Toori Aoi                | Horizon in the Middle of Nowhere                  | Minoru Kawakami  | Satoyasu         | Dengeki Bunko          |
| 2014     |                          |                                                   |                  |                  |                        |
| 01       | Hachiman Hikigaya        | Yahari Ore no Seishun Love Come wa Machigatteiru. | Wataru Watari    | Ponkan8          | Gagaga Bunko           |
| 02       | Tōma Kamijō              | Toaru Majutsu no Index                            | Kazuma Kamachi   | Kiyotaka Haimura | Dengeki Bunko          |
| 03       | Kazuto Kirigaya / Kirito | Sword Art Online                                  | Reki Kawahara    | Abec             | Dengeki Bunko          |
| 04       | Accelerator              | Toaru Majutsu no Index                            | Kazuma Kamachi   | Kiyotaka Haimura | Dengeki Bunko          |
| 05       | Sadao Maō                | Hataraku Maō-sama!                                | Satoshi Wagahara | Oniku            | Dengeki Bunko          |
| 06       | Kyousuke Kousaka         | Ore no Imōto ga Konna ni Kawaii Wake ga Nai       | Tsukasa Fushimi  | Hiro Kanzaki     | Dengeki Bunko          |
| 07       | Izayoi Sakamaki          | Mondaiji-tachi ga Isekai Kara Kuru Sō Desu yo?    | Tarō Tatsunoko   | Yū Amano         | Kadokawa Sneaker Bunko |
| 08       | Tatsuya Shiba            | Mahōka Kōkō no Rettōsei                           | Tsutomu Satou    | Kana Ishida      | Dengeki Bunko          |
| 09       | Ken Sugisaki             | Seitokai no Ichizon series                        | Sekina Aoi       | Kira Inugami     | Fujimi Fantasia Bunko  |
| 10       | Koremitsu Akagi          | Hikaru ga Chikyū ni Itakoro                       | Mizuki Nomura    | Miho Takeoka     | Famitsu Bunko          |

### 2015
| Posición | Personaje                | Título                                                  | Autor          | Artista          | Imprenta      |
| 2015     | 2015                     | 2015                                                    | 2015           | 2015             | 2015          |
| -------- | ------------------------ | ------------------------------------------------------- | -------------- | ---------------- | ------------- |
| 01       | Hachiman Hikigaya        | Yahari Ore no Seishun Love Come wa Machigatteiru.       | Wataru Watari  | Ponkan8          | Gagaga Bunko  |
| 02       | Tōma Kamijō              | Toaru Majutsu no Index                                  | Kazuma Kamachi | Kiyotaka Haimura | Dengeki Bunko |
| 03       | Kazuto Kirigaya / Kirito | Sword Art Online                                        | Reki Kawahara  | Abec             | Dengeki Bunko |
| 04       | Accelerator              | Toaru Majutsu no Index                                  | Kazuma Kamachi | Kiyotaka Haimura | Dengeki Bunko |
| 05       | Tatsuya Shiba            | Mahōka Kōkō no Rettōsei                                 | Tsutomu Satou  | Kana Ishida      | Dengeki Bunko |
| 06       | Sora                     | No Game No Life                                         | Yū Kamiya      | Yū Kamiya        | MF Bunko J    |
| 07       | Rentarō Satomi           | Black Bullet                                            | Shiden Kanzaki | Saki Ukai        | Dengeki Bunko |
| 08       | Bell Cranel              | Dungeon ni Deai o Motomeru no wa Machigatteiru Darō ka? | Fujino Ōmori   | Suzuhito Yasuda  | GA Bunko      |
| 09       | Saika Totsuka            | Yahari Ore no Seishun Love Come wa Machigatteiru.       | Wataru Watari  | Ponkan8          | Gagaga Bunko  |
| 10       | Ikuta Soroku             | Tenkyō no Alderamin                                     | Bokuto Uno     | Sanbasō          | Dengeki Bunko |

## Top 10 de la lista de ilustradores

### 2010–2014
| Posición | Artista           | Obras destacables                                         |
| 2010     | 2010              | 2010                                                      |
| -------- | ----------------- | --------------------------------------------------------- |
| 01       | Miho Takeoka      | Book Girl, Tasogareiro no Utatsukai                       |
| 02       | Noizi Ito         | Shakugan no Shana, Haruhi Suzumiya series                 |
| 03       | Hidari            | Usotsuki Mii-kun to Kowareta Maa-chan                     |
| 04       | Yui Haga          | Baka to Test to Shōkanjū                                  |
| 05       | Meru Kishida      | Kami-sama no Memo-chō                                     |
| 06       | Buriki            | Boku wa Tomodachi ga Sukunai, Denpa Onna to Seishun Otoko |
| 07       | Kouhaku Kuroboshi | Kino's Journey, Lillia and Treize, Meg and Seron          |
| 08       | Kira Inugami      | Seitokai no Ichizon series                                |
| 09       | Ryō Ueda          | Sayonara Piano Sonata                                     |
| 10       | Yasu              | Toradora!                                                 |
| 2011     |                   |                                                           |
| 01       | Kiyotaka Haimura  | Toaru Majutsu no Index                                    |
| 02       | Buriki            | Boku wa Tomodachi ga Sukunai, Denpa Onna to Seishun Otoko |
| 03       | Miho Takeoka      | Book Girl, Tasogareiro no Utatsukai                       |
| 04       | Meru Kishida      | Kami-sama no Memo-chō                                     |
| 05       | Hidari            | Usotsuki Mii-kun to Kowareta Maa-chan                     |
| 06       | Abec              | Sword Art Online                                          |
| 07       | Noizi Ito         | Shakugan no Shana, Haruhi Suzumiya series                 |
| 08       | Yui Haga          | Baka to Test to Shōkanjū                                  |
| 09       | Kira Inugami      | Seitokai no Ichizon series                                |
| 10       | Suzuhito Yasuda   | Durarara!!                                                |
| 2012     |                   |                                                           |
| 01       | Buriki            | Boku wa Tomodachi ga Sukunai, Denpa Onna to Seishun Otoko |
| 02       | Kiyotaka Haimura  | Toaru Majutsu no Index                                    |
| 03       | Abec              | Sword Art Online                                          |
| 04       | Meru Kishida      | Kami-sama no Memo-chō                                     |
| 05       | Kantoku           | Hentai Ōji to Warawanai Neko.                             |
| 06       | Miho Takeoka      | Book Girl, Tasogareiro no Utatsukai                       |
| 07       | Noizi Ito         | Shakugan no Shana, Haruhi Suzumiya series                 |
| 08       | Shiromizakana     | Kokoro Connect, Tobira no Soto                            |
| 09       | Hiro Kanzaki      | Ore no Imōto ga Konna ni Kawaii Wake ga Nai               |
| 10       | Hidari            | Usotsuki Mii-kun to Kowareta Maa-chan                     |
| 2013     |                   |                                                           |
| 01       | Abec              | Sword Art Online                                          |
| 02       | Buriki            | Boku wa Tomodachi ga Sukunai, Denpa Onna to Seishun Otoko |
| 03       | Kiyotaka Haimura  | Toaru Majutsu no Index                                    |
| 04       | Shiromizakana     | Kokoro Connect, Tobira no Soto                            |
| 05       | Kantoku           | Hentai Ōji to Warawanai Neko.                             |
| 06       | Ponkan8           | Yahari Ore no Seishun Love Come wa Machigatteiru.         |
| 07       | Miho Takeoka      | Book Girl, Tasogareiro no Utatsukai                       |
| 08       | Meru Kishida      | Kami-sama no Memo-chō                                     |
| 09       | Hiro Kanzaki      | Ore no Imōto ga Konna ni Kawaii Wake ga Nai               |
| 09       | Kobuichi          | Aria the Scarlet Ammo                                     |
| 2014     |                   |                                                           |
| 01       | Kiyotaka Haimura  | Toaru Majutsu no Index                                    |
| 02       | Ponkan8           | Yahari Ore no Seishun Love Come wa Machigatteiru.         |
| 03       | Abec              | Sword Art Online                                          |
| 04       | Buriki            | Boku wa Tomodachi ga Sukunai, Denpa Onna to Seishun Otoko |
| 05       | Kantoku           | Hentai Ōji to Warawanai Neko.                             |
| 06       | Tsunako           | Date A Live                                               |
| 07       | Miho Takeoka      | Book Girl, Tasogareiro no Utatsukai                       |
| 08       | Hiro Kanzaki      | Ore no Imōto ga Konna ni Kawaii Wake ga Nai               |
| 09       | Saki Ukai         | Black Bullet                                              |
| 10       | Suzuhito Yasuda   | Durarara!!                                                |

### 2015
| Posición | Artista          | Obras destacables                                                   |
| 2015     | 2015             | 2015                                                                |
| -------- | ---------------- | ------------------------------------------------------------------- |
| 01       | Ponkan8          | Yahari Ore no Seishun Love Come wa Machigatteiru.                   |
| 02       | Kiyotaka Haimura | Toaru Majutsu no Index                                              |
| 03       | Abec             | Sword Art Online                                                    |
| 04       | Buriki           | Boku wa Tomodachi ga Sukunai, Denpa Onna to Seishun Otoko           |
| 05       | Saki Ukai        | Black Bullet                                                        |
| 06       | Kantoku          | Hentai Ōji to Warawanai Neko.                                       |
| 07       | Miho Takeoka     | Book Girl, Tasogareiro no Utatsukai, Hikaru ga Chikyū ni Itakoro    |
| 08       | Yū Kamiya        | No Game No Life                                                     |
| 09       | Suzuhito Yasuda  | Durarara!!, Dungeon ni Deai o Motomeru no wa Machigatteiru Darō ka? |
| 10       | Tsunako          | Date A Live                                                         |

## Salón de la fama
- Yahari Ore no Seishun Love Come wa Machigatteiru
- Sword Art Online
- Ryuuo no Oshigoto
- To Aru Majutsu no Index